# Económico con la verdad
Ser «económico con la verdad» significa literalmente evitar revelar demasiada verdad. Si bien la frase parece tener un sentido aprobatorio de prudencia o diplomacia, se usa eufemísticamente para denotar la intención de engañar al retener información pertinente, o  irónicamente para señalar una «mentira descarada». El término «parsimonioso con la verdad» también se utiliza en ocasiones del mismo modo.

## Orígenes
El Diccionario Oxford de Citas Modernasy Kenneth Rose remontan la frase al filósofo y político conservador británico Edmund Burke pues estaba contenida en la primera de sus Cartas sobre un regicidio de paz, escrita en 1795 y publicada en 1796:

Falsehood and delusion are allowed in no case whatever: But, as in the exercise of all the virtues, there is an œconomy of truth. It is a sort of temperance, by which a man speaks truth with measure that he may speak it the longer.
La falsedad y el engaño no están permitidos en ningún caso: pero, como en el ejercicio de todas las virtudes, hay una "economía de la verdad". Es una especie de templanza mediante la cual un hombre dice la verdad con medida para poder decirla por más tiempo.

Mark Twain hizo una referencia jocosa al concepto básico en Siguiendo el Ecuador en 1897:

Truth is the most valuable thing we have. Let us economise it.
La verdad es lo más valioso que tenemos. Economizémosla.

La frase «económico con la verdad» está precisamente atestiguada desde 1897. Fue utilizada en la Cámara de Representantes de Nueva Zelanda en 1923, y en la Cámara de los Comunes de Canadá en 1926;«demasiado económico con la verdad» se dijo en la Cámara de los Comunes del Reino Unido en 1968.En el libro de Paul Brickhill de 1950 The Great Escape la frase es una descripción irónica del testimonio de un oficial de la Gestapo siendo interrogado.

## Eslogan político
«Económico con la verdad» se convirtió en un eslogan político en el Reino Unido en 1986 durante el juicio Spycatcher en la Corte Suprema australiana de Nueva Gales del Sur cuando Robert Armstrong, el secretario del gabinete del Reino Unido fue interrogado por el entonces abogado Malcolm Turnbull y describió una carta así:
- P: Entonces esa carta contiene una mentira, ¿no es así?
- R: Contiene una impresión engañosa a este respecto.
- P: Que sabías que era engañosa en el momento en que la hiciste...
- R: Por supuesto.
- P: ¿Entonces contiene una mentira?
- R: Es una impresión engañosa, no contiene una mentira, no lo creo.
- P: ¿Cuál es la diferencia entre una impresión engañosa y una mentira?
- R: Eres tan bueno en Inglés como yo.
- P: Sólo estoy tratando de entender.
- R: Una mentira es una pura mentira.
- P: ¿Qué es una impresión engañosa, una especie de mentira torcida?
- R: Como dijo una persona, tal vez sea ser económico con la verdad.

Bob Ellis escribió que la audiencia se había reído de la frase «mentira torcida» y que Armstrong esperaba lo mismo al decir «ser económico con la verdad», pero no fue así.Los opositores políticos a las acciones del gobierno en el caso Spycatcher se burlaron de la distinción de Armstrong.
En 1992 cuando Alan Clark fue interrogado en Old Bailey por Geoffrey Robertson en un caso sobre armas para Iraq explicó las discrepancias entre su testimonio y las declaraciones que había hecho anteriormente. Su respuesta se hizo notoria:
- Clark: ¿Es nuestro viejo amigo «económico»?
- Robertson: ¿Con la verdad?
- Clark: Con la actualidad. No había nada engañoso o deshonesto en hacer un comentario formal o introductorio de que los iraquíes utilizarían las órdenes actuales con fines de ingeniería. Lo único que no dije fue «y para fabricar municiones».

El escritor británico Alan Durant fungió como testigo experto en una demanda por difamación presentada en 1992 por un hombre que había sido descrito como «económico con la verdad». El acusado afirmó que las palabras no implicaban que el demandante fuera un mentiroso. Durant, después de examinar un corpus de usos de la frase, consideró que «mentir» se había convertido en el significado predeterminado, pero que podría ser otro según el contexto. La demanda por difamación se resolvió extrajudicialmente.